# كن أشبريدج
كينيث أشبريدج  (بالإنجليزية: Ken Ashbridge)‏(12 نوفمبر 1916 – 2002) كان لاعب كرة قدم إنجليزي محترف لعب كحارس مرمى.